# Nankogobinda
Nankogobinda és un gènere d'arnes de la família Crambidae. Conté només una espècie, Nankogobinda artificialis, que es troba a Brasil i Austràlia.